# Topobea pubescens
Topobea pubescens är en tvåhjärtbladig växtart som beskrevs av Henry Allan Gleason. Topobea pubescens ingår i släktet Topobea och familjen Melastomataceae. Inga underarter finns listade i Catalogue of Life.